# Запоріжжя (Кам'янський район)
Запорі́жжя — село в Україні, у П'ятихатській міській громаді Кам'янського району Дніпропетровської області.
Населення — 25 мешканців.

## Географія
Село Запоріжжя знаходиться на відстані 0,5 км від села Виноградівка. По селу протікає пересихаючий струмок з загатою.

## Населення

### Мова
Розподіл населення за рідною мовою за даними перепису 2001 року:
| Мова       | Відсоток |
| ---------- | -------- |
| українська | 100 %    |

## Інтернет-посилання
- Погода в селі Запоріжжя [Архівовано 20 грудня 2011 у Wayback Machine.]

1. ↑  Рідні мови в об'єднаних територіальних громадах України — Український центр суспільних даних